# Glauconycteris curryae
Glauconycteris curryae is een vleermuis uit het geslacht Glauconycteris die voorkomt in Kameroen en het noordwesten van de Democratische Republiek Congo. De soort is genoemd naar ene Noreen Curry wegens haar interesse in vleermuizen en haar steun voor veldwerk in Afrika. G. curryae werd oorspronkelijk beschreven als G. curryi, maar dat werd later veranderd omdat de naam van een vrouw was afgeleid, zodat de uitgang -ae moet worden gebruikt.
Glauconycteris curryae is de kleinste soort van het geslacht. Hij lijkt het meest op G. beatrix, G. alboguttata en G. humeralis, maar is kleiner en mist allerlei opvallende kleuren van die soorten. Het lichaam is bruinachtig.